# Hospital Nuestra Señora de Sonsoles
El Hospital Nuestra Señora de Sonsoles es un centro hospitalario de titularidad pública, situado en la entrada noreste de la ciudad de Ávila, España, concretamente en la Avenida Juan Carlos I. Está administrado por el Servicio de Salud de Castilla y León, dependiente de la Consejería de Sanidad y es el principal hospital de la capital provincial. Comenzó la asistencia sanitaria en 1976 y actualmente forma parte del Complejo Asistencial de Ávila, junto al Hospital Provincial, Centro de Especialidades de Ávila y el Centro de Especialidades de Arenas de San Pedro.

## Historia
A principios de los años 1970 se hace manifiesto la insuficiente oferta sanitaria existente en la provincia de Ávila. A 31 de diciembre de 1972, la población protegida por la Seguridad Social ascendía a 135.227 beneficiarios, esto es, un 68% sobre el total del censo provincial de entonces.
El 20 de septiembre de 1972 se materializa la adquisición de una parcela para la construcción de la nueva Residencia Sanitaria situada en las Hervencias Altas, en el Kilómetro 109 de la carretera de Villacastín-Vigo, en el extremo del término municipal de Ávila, lindante con el término municipal de Vicolozano y a 1.500 metros del centro urbano de Ávila.
Comienzan las obras en junio de 1974, ingresando el primer paciente el día 8 de febrero de 1977. La tipología del edificio es de torre y podium. Tiene 8 plantas de altura, cinco en la torre dedicadas a Servicios Médicos, más una planta sótano para Servicios básicos e instalaciones.
Con posterioridad se llevó a cabo una reforma en forma de plan director, dividido en tres fases, que se llevaron a cabo en 1990, 1993 y 1998.

## Especialidades
| - Admisión - Documentación clínica - Alergología - Análisis clínicos - Anatomía patológica - Anestesia y reanimación - Aparato digestivo - Cardiología - Dermatología medicoquirúrgica - Endocrinología y nutrición - Farmacia hospitalaria - Hematología y hemoterapia - Medicina intensiva - Medicina interna - Nefrología | - Neumología - Neurofisiología - Neurología - Obstetricia y ginecología - Oftalmología - Otorrinolaringología - Pediatría - Psiquiatría - Radiodiagnóstico - Rehabilitación - Reumatología - Salud laboral - Traumatología - Urgencias - Urología |